# Bisdom Formosa (Argentinië)

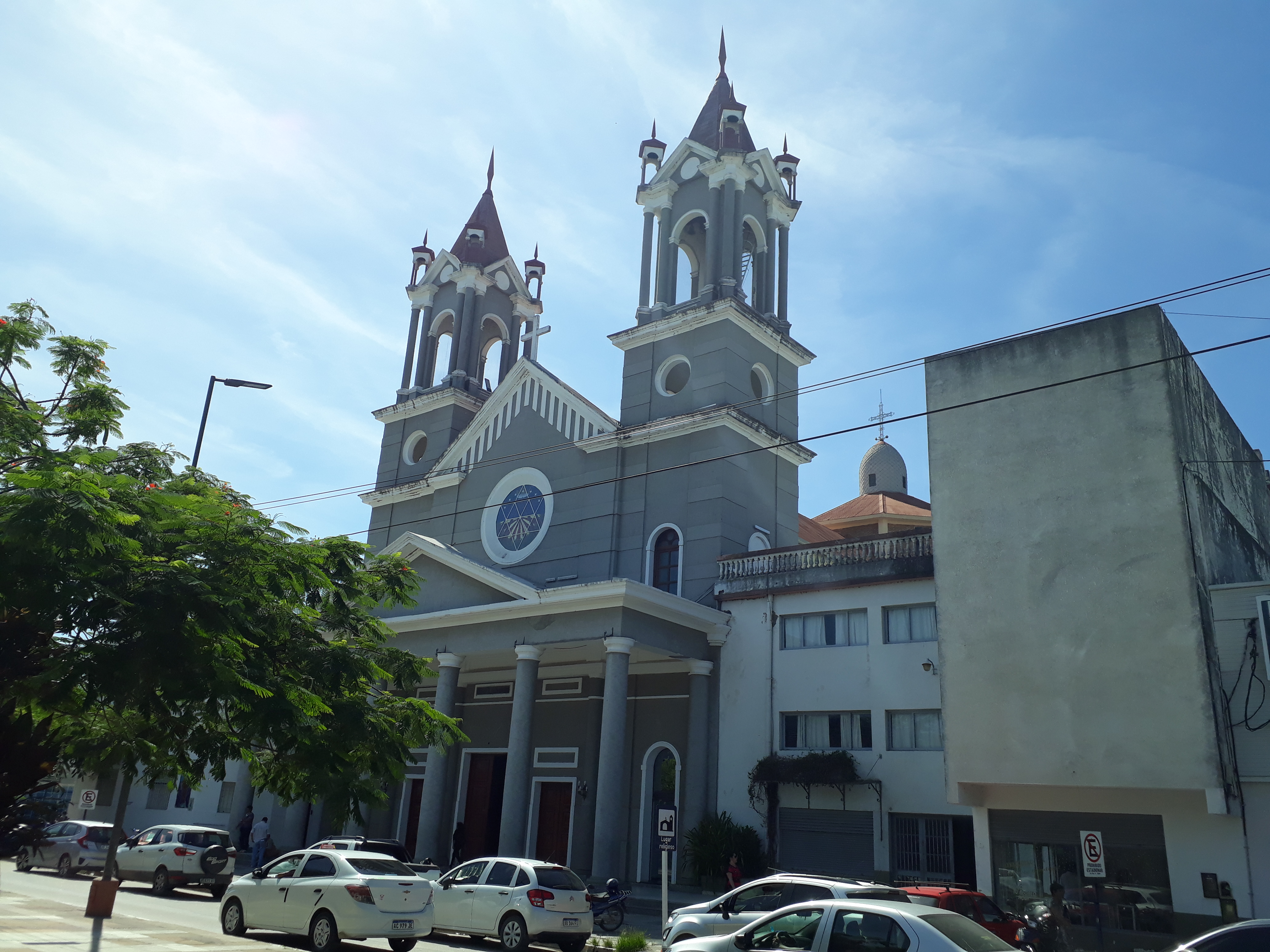
De kathedraal Nuestra Señora del Carmen van Formosa

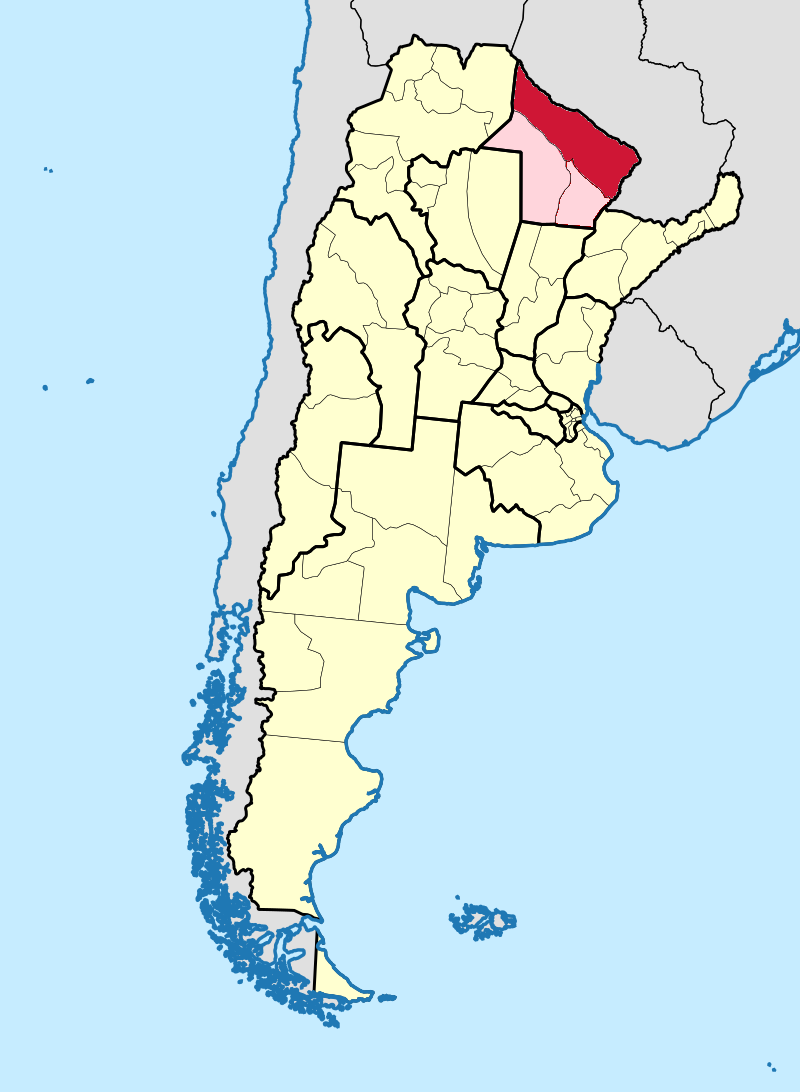
Het bisdom (rood) binnen de kerkprovincie Resistencia (roze)

Het bisdom Formosa (Latijn: Dioecesis Formosae) is een rooms-katholiek bisdom met als zetel Formosa in Argentinië. Het bisdom is suffragaan aan het aartsbisdom Resistencia. Het bisdom werd opgericht in 1957.
In 2021 telde het bisdom 30 parochies. Het bisdom heeft een oppervlakte van 72.066 km² en telde in 2021 605.000 inwoners waarvan 80% rooms-katholiek waren. 

## Bisschoppen
- Raúl Marcelo Pacífico Scozzina, O.F.M. (1957-1978)
- Dante Carlos Sandrelli (1978-1998)
- José Vicente Conejero Gallego (1998-)

Resistencia (aartsbisdom) · Formosa · San Roque de Presidencia Roque Sáenz Peña